# Дафф, Дэмьен
Дэмье́н Э́нтони Дафф (англ. Damien Anthony Duff; род. 2 марта 1979[…], Баллибоден, Ленстер) — ирландский футболист, вингер, футбольный тренер.

## Биография
Начал профессиональную карьеру в «Блэкберн Роверс» в 1996 году. Дебютировал в основном составе в 1997 году в последнем матче сезона 1996/97 против «Лестер Сити».

В своём первом полном сезоне (1997/98) проявил себя как перспективный молодой игрок, забив 4 гола. Несмотря на вылет «Блэкберна» в следующем сезоне, остался верен своему клубу и помог ему сначала вернуться в Английскую Премьер-Лигу в сезоне 2000/01, а затем выиграть Кубок Лиги. Все эти годы Дафф был одним из лидеров клуба, его вклад в успехи «Блэкберна» трудно переоценить. Отлично сыграл за сборную Ирландии на Чемпионате мира 2002 года, показав себя игроком мирового класса, вошёл в сферу интересов ведущих клубов Европы; летом 2002 года заключил новый контракт с клубом на четыре года. Сезон 2002/03 сложился для Даффа удачно: несмотря на проблемы со здоровьем, он стал лучшим бомбардиром клуба, забив 11 голов. Перед следующим сезоном был куплен «Челси» за £17 млн (на тот момент клубный трансферный рекорд). Свой переход в стан "аристократов" Дафф вспоминает так:
У меня почти получилось с обоими клубами ("Юнайтед" и "Ливерпулем"). Я не уверен, какими были мои отступные в "Блэкберне". Возможно, 15 или 16 миллионов фунтов, но в итоге я ушел за 17 с чем-то миллионов. Возможно, для них это оказалось чересчур. "Челси" никогда не был на моем радаре. В идеале я бы перешел в "Юнайтед" или "Ливерпуль". Это великие клубы с сильной ирландской связью. 
Я встречался с Алексом Фергюсоном и разговаривал с ним. Когда проводишь с ним время и разговариваешь о футболе, у тебя возникает желание играть за него. Думаю, я просто стоил слишком дорого, и в конце концов они нашли вингеров лучше, чем я. 

Я встречался с ним в доме у китмена. Думаю, Ферги все свои дела вел в доме у Альберта (Моргана). Альберт встретил меня в аэропорту и отвез на встречу. Я не произнес ни слова в течение двух-трех часов. Я все еще был ребенком, мне было 21 или 22. Я лишь таращился на них. Если я и говорил, это была какая-нибудь глупость. Моя мама заставила меня одень рубашку и галстук — вы же знаете ирландских матерей. Я был одет с иголочки. Наверное, я выглядел как придурок. Наверное, поэтому они и не купили меня,
В сезоне 2003/04 он играл блестяще, но отсутствие трофеев у «Челси» подвигло владельца клуба Романа Абрамовича уволить по окончании сезона менеджера Клаудио Раньери, а новый тренер Жозе Моуринью купил на позицию Даффа голландца Арьена Роббена, они конкурировали друг с другом за место в составе в сезоне 2004/05. Дафф отлично провёл тот сезон, став чемпионом Англии и забив 10 голов. Следующий сезон принёс ему ещё одно золото Премьер-Лиги, но был не столь удачен: Дафф был не в форме, играл мало. В итоге в июле 2006 года он перешёл в «Ньюкасл Юнайтед», подписав 5-летний контракт. За два сезона в «Ньюкасле» Дэмьен неплохо проявил себя, играл довольно часто, был полезен, но нестабилен. В последнем туре чемпионата Англии по футболу 2008—2009 забил автогол и его Ньюкасл вылетел в Чемпионшип.
15 августа 2009 года Дафф перешёл в «Фулхэм» за 4 млн фунтов. В июне 2014 года перешёл на правах свободного агента в австралийский «Мельбурн Сити», подписав однолетнее соглашение, и помог команде попасть в плей-оффЧемпионат Австралии 2014/15 с 5 места. В июле 2015 года объявил о том, что хочет вернуться в чемпионат родной Ирландии и подписал контракт на 1,5 года с клубом «Шемрок Роверс». 21 декабря 2015 года Дэмьен Дафф завершил карьеру игрока.

## Достижения
Командные
«Блэкберн Роверс»
- Обладатель Кубка Футбольной лиги: 2002

«Челси»
- Чемпион Премьер-лиги (2): 2004/05, 2005/06
- Обладатель Кубка Футбольной лиги: 2005
- Обладатель Суперкубка Англии: 2005
- Итого: 4 трофея

«Ньюкасл Юнайтед»
- Обладатель Кубка Интертото: 2006

«Фулхэм»
- Финалист Лиги Европы УЕФА: 2010

Индивидуальные
- Команда года по версии УЕФА: 2002[6]
- Команда года по версии ПФА: 2001/02 (Первый дивизион)[7]

## Интересные факты
За 19-летнюю карьеру Дамьен Дафф провел более 700 матчей за клубы и сборную, но не заработал ни одной красной карточки.